# سرچقا سفلی (سمیرم)
سرچقا سفلی (سمیرم)، روستایی از توابع بخش وردشت شهرستان سمیرم در استان اصفهان ایران است.

## جمعیت
این روستا در دهستان وردشت قرار دارد و بر اساس سرشماری مرکز آمار ایران در سال ۱۳۸۵، جمعیت آن ۱۴۷ نفر (۳۰ خانوار) بوده‌است.